# Arsène Heitz

Bandeira da Europa

Arsène Heitz (27 de março de 1908 – 1989) foi um desenhista alemão-francês, nascido em Estrasburgo, que trabalhou no Conselho da Europa. Ele é o co-autor da bandeira da Europa (em colaboração com Paul MG Lévy).
Heitz trabalhou no serviço postal do Conselho da Europa enquanto a bandeira estava sendo escolhida entre 1950 e 1955 e apresentou 21 dos 101 desenhos que são conservados nos arquivos do Conselho da Europa.
Ele propôs, entre outros desenhos, um círculo de quinze estrelas amarelas sobre fundo azul; inspirada na auréola de doze estrelas da Virgem Maria, a rainha do céu do livro do Apocalipse, frequentemente retratada na arte católica romana, que pode ser vista na janela de rosas que o Conselho da Europa doou para Catedral de Estrasburgo em 1953. Na verdade, ele propôs um design com "uma coroa de 12 estrelas douradas com 5 raios, seus pontos não tocando".
Sua bandeira com doze estrelas foi finalmente adotada pelo Conselho, e o design foi finalizado por Paul MG Lévy.
Arsène Heitz, que desenhou principalmente a bandeira européia em 1955, havia dito à revista Lourdes que sua inspiração havia sido a referência no Livro do Apocalipse, a seção final do Novo Testamento, a "uma mulher vestida com o sol ... e uma coroa de doze estrelas na cabeça "(Apocalipse 12: 1).
Ele era um católico devoto que pertencia à Ordem da Medalha Milagrosa, o que pode ter influenciado sua opinião sobre o simbolismo das 12 estrelas. A maioria dos fundadores da União Européia — Konrad Adenauer, Jacques Delors, Alcide de Gasperi e Robert Schuman — também eram católicos devotos.